# Alegeri legislative în Bulgaria, 2022
Alegerile legislative anticipate din Bulgaria din 2022 vor avea loc pe 2 octombrie 2022 pentru a alege membrii Adunării Naționale. Alegerile anticipate au fost convocate după căderea coaliției formată din patru partide a lui Petkov în iunie 2022.

## Fundal
Ultimele alegeri parlamentare din noiembrie 2021 au arătat o victorie surpinzătoarea a partidului Continuăm Schimbarea, obținând 25% din voturi. Condusă de Kiril Petkov, PP a format un guvern de coaliție cu BSP pentru Bulgaria (BSPzB), Există un Astfel de Popor (ITN) și Bulgaria Democratică (DB). Aceasta a ieșit din impasul care a apărut ca urmare a celor două alegeri parlamentare anterioare, după care niciun partid nu a reușit să formeze un guvern.
Pe 8 iunie 2022, ITN s-a retras din guvern, invocând dezacorduri cu bugetul de stat, datorii în creștere și progrese lente în combaterea corupției. Pe 22 iunie, guvernul a fost învins printr-o moțiune de cenzură depusă de GERB.

## Sistem electoral
Cei 240 de membri ai Adunării Naționale sunt aleși prin reprezentare proporțională pe listă deschisă din 31 de circumscripții plurinominale, cu dimensiuni cuprinse între 4 și 16 locuri. Pragul electoral este de 4% pentru partide, cu locurile alocate după metoda celui mai mare rest.

## Partide politice
În tabelul de mai jos sunt enumerate partidele reprezentate în prezent în Adunarea Națională.
| Nume | Nume        | Nume        | Nume                                                              | Ideologie                    | Lider(i)                  | Rezultate 2021 | Rezultate 2021 | Locuri actuale | Guvernul Petkov   | Guvernul Petkov                   |
| Nume | Nume        | Nume        | Nume                                                              | Ideologie                    | Lider(i)                  | Voturi (%)     | Locuri         | Locuri actuale | 13 decembrie 2021 | 8 iunie 2022                      |
| ---- | ----------- | ----------- | ----------------------------------------------------------------- | ---------------------------- | ------------------------- | -------------- | -------------- | -------------- | ----------------- | --------------------------------- |
|      | PP          | PP          | Continuăm Schimbarea Продължаваме промяната                       | Pro-europenism Anticorupție  | Kiril Petkov Asen Vasilev | 25.3%          | 67 / 240       | 67 / 240       | Guvern            | Guvern                            |
|      | GERB–SDS    | GERB–SDS    | GERB-Uniunea Forțelor Democrate ГЕРБ-Съюз на демократичните сили  | Conservatorism               | Boiko Borisov             | 22.4%          | 59 / 240       | 59 / 240       | Opoziție          | Opoziție                          |
|      | DPS         | DPS         | Mișcarea pentru Drepturi și Libertăți Движение за права и свободи | Interesele minorității turce | Mustafa Karadayi          | 12.8%          | 34 / 240       | 34 / 240       | Opoziție          | Opoziție                          |
|      | BSPzB       | BSPzB       | BSP pentru Bulgaria БСП за България                               | Socialism democratic         | Kornelia Ninova           | 10.1%          | 26 / 240       | 26 / 240       | Guvern            | Guvern                            |
|      | ITN         | ITN         | Există un Astfel de Popor Има такъв народ                         | Populism                     | Slavi Trifonov            | 9.4%           | 25 / 240       | 19 / 240       | Guvern            | Opoziție                          |
|      | DB          | DB          | Bulgaria Democratică Демократична България                        | Conservatorism liberal       | Atanas Atanasov           | 6.3%           | 16 / 240       | 16 / 240       | Guvern            | Guvern                            |
|      | Renașterea  | Renașterea  | Renașterea Възраждане                                             | Naționalism                  | Kostadin Kostadinov       | 4.8%           | 13 / 240       | 12 / 240       | Opoziție          | Opoziție                          |
|      | Independent | Independent | Independent Independent                                           | N/A                          | N/A                       | N/A            | 0 / 240        | 7 / 240        | N/A               | Desprins și sprijin pentru guvern |

## Partide care participă la alegeri
| Nume | Nume                 | Nume     | Nume                                    | Nume                                                                                 | №  | Ideologie principală                           | Lider(i)                                                        | Rezultatele din Noiembrie 2021 | Rezultatele din Noiembrie 2021 |
| Nume | Nume                 | Nume     | Nume                                    | Nume                                                                                 | №  | Ideologie principală                           | Lider(i)                                                        | Voturi (%)                     | Locuri                         |
| ---- | -------------------- | -------- | --------------------------------------- | ------------------------------------------------------------------------------------ | -- | ---------------------------------------------- | --------------------------------------------------------------- | ------------------------------ | ------------------------------ |
|      | DPS                  | DPS      | DPS                                     | Mișcarea pentru Drepturi și Libertăți                                                | 1  | Interesele minorității turce Liberalism social | Mustafa Karadayi                                                | 12.83%                         | 34 / 240                       |
|      | BSDD                 | BSDD     | BSDD                                    | Uniunea Bulgară pentru Democrație Directă                                            | 2  | Democrație directă                             | Georgi Nedelchev Svetla Milusheva                               | 0.22%                          | 0 / 240                        |
|      | BNO                  | BNO      | BNO                                     | Unificarea Națională Bulgară                                                         | 3  | Naționalism                                    | Georgi Georgiev-Goti                                            | 0.09%                          | 0 / 240                        |
|      | NDE                  | NDE      | NDE                                     | Mișcarea pentru Unitate Națională                                                    | 4  | Pro-europenism                                 | Nikola Ivanov                                                   | Nou                            | Nou                            |
|      | VMRO–BND             | VMRO–BND | VMRO–BND                                | IMRO – Mișcarea Națională Bulgară                                                    | 5  | Naționalism bulgar Conservatorism național     | Iskren Veselinov Angel Dzhambazki Alexander Sidi Yulian Angelov | 1.07%                          | 0 / 240                        |
|      | Doar Bulgaria        |          | OSD                                     | Social Democrația Unită                                                              | 6  | Social democrație                              | Yordan Gergov                                                   | DNP                            | DNP                            |
|      | Doar Bulgaria        | PDS      | Mișcarea Politică "Social Democrații"   | Social democrație                                                                    | 6  | Elena Noneva                                   | PP                                                              | 0 / 240                        |                                |
|      | Doar Bulgaria        | KOY      | Competență, Responsabilitate și Adevăr  | Dreapta politică                                                                     | 6  | Svetozar Saev                                  | DNP                                                             | DNP                            |                                |
|      | PD                   | PD       | PD                                      | Democrație Directă (Bulgaria)                                                        | 7  | Democrație directă                             | Petar Klisarov                                                  | 0.05%                          | 0 / 240                        |
|      | NFSB                 | NFSB     | NFSB                                    | Frontul Național pentru Renașterea Bulgariei                                         | 8  | Naționalism bulgar Conservatorism național     | Valeri Simeonov                                                 | 0.32% (PF)                     | 0 / 240                        |
|      | Continuăm Schimbarea |          | PP                                      | Continuăm Schimbarea                                                                 | 9  | Liberalism social Anticorupție                 | Kiril Petkov Asen Vasilev                                       | 25.32%                         | 67 / 240                       |
|      | Continuăm Schimbarea | Volt     | Volt Bulgaria                           | Federalism european                                                                  | 9  | Nastimir Ananiev                               |                                                                 | 25.32%                         | 67 / 240                       |
|      | Continuăm Schimbarea | SEC      | Clasa de Mijloc Europeană               | Liberalism economic                                                                  | 9  | Georgi Manev                                   |                                                                 | 25.32%                         | 67 / 240                       |
|      | MIR                  | MIR      | MIR                                     | Moralitate, Inițiati-vă și Patriotism                                                | 10 | Conservatorism                                 | Simeon Slavchev                                                 | 0.15%                          | 0 / 240                        |
|      | KOD                  | KOD      | KOD                                     | Uniunea Conservatoare de Dreapta                                                     | 11 | Conservatorism național Populism de dreapta    | Petar Moskov                                                    | 0.42% (NOD)                    | 0 / 240                        |
|      | BTR                  | BTR      | BTR                                     | Bulgaria Muncitorilor și Scopului                                                    | 12 | Antiatlanticism Euroscepticism                 | Georgi Manolov                                                  | DNP                            | DNP                            |
|      | KTB                  | KTB      | KTB                                     | Coaliția pentru Bulgaria Ta                                                          | 13 | Centru-dreapta                                 | Krasimir Manov                                                  | DNP                            | DNP                            |
|      | Revival              | Revival  | Revival                                 | Renașterea                                                                           | 14 | Conservatorism național Populism de dreapta    | Kostadin Kostadinov                                             | 4.80%                          | 13 / 240                       |
|      | Ascensiunea Bulgară  |          | BV                                      | Ascensiunea Bulgară                                                                  | 15 | Conservatorism național Suveranism             | Stefan Ianev                                                    | Nou                            | Nou                            |
|      | Ascensiunea Bulgară  | Svoboda  | Libertate                               | Naționalism bulgar                                                                   | 15 | Vladimir Simeonov                              | DNP                                                             | DNP                            |                                |
|      | Ascensiunea Bulgară  | Zelenite | Partidul Verzilor                       | Politică verde Anticapitalism                                                        | 15 | Vladimir Nikolov                               | DNP                                                             | DNP                            |                                |
|      | Ascensiunea Bulgară  | ZNS      | Uniunea Populară Agrară                 | Agrarianism Conservatorism                                                           | 15 | Rumen Yonchev                                  | IBG-NI                                                          | 0 / 240                        |                                |
|      | Ascensiunea Bulgară  | ABV      | Alternativa pentru Renașterea Bulgariei | Social democrație Conservatorism social                                              | 15 | Vladimir Nikolov                               | BSPzB                                                           | 1 / 240                        |                                |
|      | Ascensiunea Bulgară  | SSD      | Uniunea Liberilor Democrați             | Conservatorism                                                                       | 15 | Radoslav Katsarov                              | DNP                                                             | DNP                            |                                |
|      | BNS–ND               | BNS–ND   | BNS–ND                                  | Uniunea Națională Bulgară – Noua Democrație                                          | 16 | Ultranaționalism Antiimigrație                 | Boyan Rasate                                                    | 0.04%                          | 0 / 240                        |
|      | IS.BG                | IS.BG    | IS.BG                                   | Ridică-te, Bulgaria                                                                  | 17 | Anticorupție Democrație directă                | Maia Manolova                                                   | 2.26% (IBG-NI)                 | 0 / 240                        |
|      | DNK                  | DNK      | DNK                                     | Mișcarea Candidaților Independenți                                                   | 18 | Populism de stânga Democrație directă          | Boyko Mladenov Boyko Nikifirov Mincho Hristov Ognyan Boyukliev  | BSPzB                          | 0 / 240                        |
|      | ITN                  | ITN      | ITN                                     | Există un Astfel de Popor                                                            | 19 | Populism Conservatorism social                 | Slavi Trifonov                                                  | 9.39%                          | 25 / 240                       |
|      | GN                   | GN       | GN                                      | Vocea Poporului                                                                      | 20 | Euroscepticism Populism                        | Svetoslav Vitkov                                                | 0.43%                          | 0 / 240                        |
|      | ENP                  | ENP      | ENP                                     | Partidul Popular Unit                                                                | 21 | Liberalism Liberalism economic                 | Valentina Vasileva                                              | IBG-NI                         | 0 / 240                        |
|      | Pravoto              | Pravoto  | Pravoto                                 | Drepturi, Reforme, Alternative, Oportunități, Responsibilitate, Toleranță și Unitate | 22 | Populism                                       | Maria Koleva                                                    | 0.25%                          | 0 / 240                        |
|      | ISI                  | ISI      | ISI                                     | Partidul Popular "Adevăr și Numai ADevăr"                                            | 23 | Antivaccinare Naționalism bulgar               | Ventsislav Angelov                                              | DNP                            | DNP                            |
|      | GERB – SDS           |          | GERB                                    | GERB                                                                                 | 24 | Conservatorism Populism                        | Boiko Borisov                                                   | 22.44%                         | 59 / 240                       |
|      | GERB – SDS           | SDS      | Uniunea Forțelor Democrate              | Conservatorism național Creștin democrație                                           | 24 | Rumen Hristov                                  |                                                                 | 22.44%                         | 59 / 240                       |
|      | Bulgaria Democratică |          | DB                                      | Da, Bulgaria!                                                                        | 25 | Liberalism                                     | Hristo Ivanov                                                   | 6.28%                          | 16 / 240                       |
|      | Bulgaria Democratică | DSB      | Democrații pentru o Bulgarie Puternică  | Conservatorism Liberalism conservator                                                | 25 | Atanas Atanasov                                |                                                                 | 6.28%                          | 16 / 240                       |
|      | Bulgaria Democratică | ZD       | Mișcarea Verde                          | Politică verde Liberalism verde                                                      | 25 | Borislav Sandov Vladislav Panev                |                                                                 | 6.28%                          | 16 / 240                       |
|      | BSDE                 | BSDE     | BSDE                                    | Social Democrația Bulgară – Stânga Europeană                                         | 26 | Social democrație                              | Aleksandar Tomov                                                | 0.52%                          | 0 / 240                        |
|      | Ataka                | Ataka    | Ataka                                   | Atac                                                                                 | 27 | Ultranaționalism Populism de dreapta           | Volen Siderov                                                   | 0.46%                          | 0 / 240                        |
|      | BSP pentru Bulgaria  |          | BSP                                     | Partidul Socialist Bulgar                                                            | 28 | Social democrație Populism de stânga           | Korneliya Ninova                                                | 10.07%                         | 26 / 240                       |
|      | BSP pentru Bulgaria  | EG       | Ecoglasnost                             | Politică verde Ecologism                                                             | 28 | Emil Georgiev                                  |                                                                 | 10.07%                         | 26 / 240                       |
|      | BSP pentru Bulgaria  | Trakiya  | Clubul Politic Trakiya                  | Naționalism bulgar                                                                   | 28 | Stefan Nachev                                  |                                                                 | 10.07%                         | 26 / 240                       |
|      | RVO                  | RVO      | RVO                                     | Rusofilii pentru Renașterea Patriei                                                  | 29 | Rusofilie Conservatorism național              | Nikolay Malinov                                                 | 0.26%                          | 0 / 240                        |

## Sondaje de opinie
Reprezentarea grafică a datelor recalculate
Rezultatele sondajului de opinie de mai jos au fost recalculate din datele originale și exclud sondajele care au ales opțiunile „Nu voi vota” sau „Nu sunt sigur”.
| Sursă                                                     | Dată                        | Eșantion                                                                                 | PP                                                                                       | DB                                                                                       | GERB– SDS                                                                                | DPS                                                                                      | BSP                                                                                      | ITN                                                                                      | Renașterea                                                                               | IBG-NI                                                                                   | VMRO                                                                                     | BV                                                                                       | Alții                                                                                    | Niciuna din opțiuni                                                                      | Avans                                                                                    |      |      |      |      |  |      |
| --------------------------------------------------------- | --------------------------- | ---------------------------------------------------------------------------------------- | ---------------------------------------------------------------------------------------- | ---------------------------------------------------------------------------------------- | ---------------------------------------------------------------------------------------- | ---------------------------------------------------------------------------------------- | ---------------------------------------------------------------------------------------- | ---------------------------------------------------------------------------------------- | ---------------------------------------------------------------------------------------- | ---------------------------------------------------------------------------------------- | ---------------------------------------------------------------------------------------- | ---------------------------------------------------------------------------------------- | ---------------------------------------------------------------------------------------- | ---------------------------------------------------------------------------------------- | ---------------------------------------------------------------------------------------- | ---- | ---- | ---- | ---- |  | ---- |
| Sursă                                                     | Dată                        | Eșantion                                                                                 | Exit poll                                                                                | 2 octombrie 2022                                                                         |                                                                                          | 18.8%                                                                                    | 7.4%                                                                                     | 24.7%                                                                                    | 14.5%                                                                                    | 10.8%                                                                                    | 4.6%                                                                                     | 10.2%                                                                                    | Alții                                                                                    | Niciuna din opțiuni                                                                      | Avans                                                                                    | 1.2% | 0.9% | 4.0% | 2.9% |  | 5.9% |
| Alpha Research                                            | 27-29 Sep 2022              | 1,025                                                                                    | 16.5%                                                                                    | 8.4%                                                                                     | 25.2%                                                                                    | 13.1%                                                                                    | 10.2%                                                                                    | 4.0%                                                                                     | 11.0%                                                                                    | 1.9%                                                                                     | 1.8%                                                                                     | 4.4%                                                                                     | 3.5%                                                                                     | —                                                                                        | 8.7%                                                                                     |      |      |      |      |  |      |
| Trend                                                     | 21-27 Sep 2022              | 1,001                                                                                    | 16.4%                                                                                    | 7.6%                                                                                     | 25.7%                                                                                    | 11.9%                                                                                    | 8.7%                                                                                     | 4.2%                                                                                     | 13.9%                                                                                    | 2.0%                                                                                     | 1.2%                                                                                     | 4.4%                                                                                     | 4.0%                                                                                     | —                                                                                        | 9.3%                                                                                     |      |      |      |      |  |      |
| Exacta Arhivat în 5 octombrie 2022, la Wayback Machine.   | 20-25 Sep 2022              | 1,050                                                                                    | 16.8%                                                                                    | 8.0%                                                                                     | 26.4%                                                                                    | 12.6%                                                                                    | 10.8%                                                                                    | 4.5%                                                                                     | 10.5%                                                                                    | —                                                                                        | —                                                                                        | 4.2%                                                                                     | 5.6%                                                                                     | 0.6%                                                                                     | 9.6%                                                                                     |      |      |      |      |  |      |
| Market Links                                              | 17-23 septembrie 2022       | 1,024                                                                                    | 16.9%                                                                                    | 7.8%                                                                                     | 23.7%                                                                                    | 12.3%                                                                                    | 9.9%                                                                                     | 3.9%                                                                                     | 8.7%                                                                                     | 2.5%                                                                                     | —                                                                                        | 2.5%                                                                                     | 11.8%                                                                                    | —                                                                                        | 6.8%                                                                                     |      |      |      |      |  |      |
| Mediana                                                   | 16-22 septembrie 2022       | 1,008                                                                                    | 16.3%                                                                                    | 5.9%                                                                                     | 26.3%                                                                                    | 11.5%                                                                                    | 13.1%                                                                                    | 4.7%                                                                                     | 12.0%                                                                                    | 3.0%                                                                                     | —                                                                                        | 5.2%                                                                                     | 2.0%                                                                                     | —                                                                                        | 10.0%                                                                                    |      |      |      |      |  |      |
| SINPI                                                     | 16-21 septembrie 2022       | 1,104                                                                                    | 16.6%                                                                                    | 7.8%                                                                                     | 24.5%                                                                                    | 13.8%                                                                                    | 9.7%                                                                                     | 4.6%                                                                                     | 12.1%                                                                                    | 1.8%                                                                                     | 0.9%                                                                                     | 4.1%                                                                                     | 5.5%                                                                                     | 1.3%                                                                                     | 7.9%                                                                                     |      |      |      |      |  |      |
| Center for Analysis and Marketing                         | 15-19 septembrie 2022       | 1,011                                                                                    | 18.2%                                                                                    | 8.1%                                                                                     | 24.8%                                                                                    | 12.8%                                                                                    | 11.2%                                                                                    | 3.8%                                                                                     | 10.5%                                                                                    | —                                                                                        | —                                                                                        | 3.3%                                                                                     | —                                                                                        | —                                                                                        | 6.6%                                                                                     |      |      |      |      |  |      |
| Estat                                                     | 10-17 septembrie 2022       | 1,005                                                                                    | 16.8%                                                                                    | 6.9%                                                                                     | 26.1%                                                                                    | 10.3%                                                                                    | 9.3%                                                                                     | 4.2%                                                                                     | 10.1%                                                                                    | 1.9%                                                                                     | 1%                                                                                       | 4.8%                                                                                     | 5.2%                                                                                     | 3.4%                                                                                     | 9.3%                                                                                     |      |      |      |      |  |      |
| Sova Harris                                               | 6-12 septembrie 2022        | 835                                                                                      | 18.8%                                                                                    | 5.7%                                                                                     | 28.8%                                                                                    | 8.7%                                                                                     | 12.7%                                                                                    | 5.1%                                                                                     | 10.4%                                                                                    | 2.9%                                                                                     | 1.2%                                                                                     | 4.8%                                                                                     | 0.9%                                                                                     | —                                                                                        | 10.0%                                                                                    |      |      |      |      |  |      |
| Mediana                                                   | 29 august–4 septembrie 2022 | 1,008                                                                                    | 17.1%                                                                                    | 5.5%                                                                                     | 22.8%                                                                                    | 11.1%                                                                                    | 13.3%                                                                                    | 6.9%                                                                                     | 12.5%                                                                                    | 3.4%                                                                                     | —                                                                                        | 5.5%                                                                                     | 1.9%                                                                                     | —                                                                                        | 5.7%                                                                                     |      |      |      |      |  |      |
| Alpha Research                                            | 27 august-2 septembrie 2022 | 1,117                                                                                    | 18.9%                                                                                    | 8.1%                                                                                     | 25.3%                                                                                    | 11.8%                                                                                    | 10.6%                                                                                    | 4.2%                                                                                     | 10.3%                                                                                    | 2.2%                                                                                     | —                                                                                        | 4.5%                                                                                     | 4.1%                                                                                     | —                                                                                        | 6.4%                                                                                     |      |      |      |      |  |      |
| Trend                                                     | 15-22 august 2022           | 1,007                                                                                    | 19.6%                                                                                    | 7.3%                                                                                     | 24.4%                                                                                    | 10.6%                                                                                    | 8.6%                                                                                     | 3.9%                                                                                     | 10.3%                                                                                    | 1.9%                                                                                     | 1.2%                                                                                     | 4.5%                                                                                     | 4.6%                                                                                     | 3.1%                                                                                     | 4.8%                                                                                     |      |      |      |      |  |      |
| Market Links                                              | 30 iulie-5 august 2022      | 1,020                                                                                    | 26.2%                                                                                    | 26.2%                                                                                    | 22.6%                                                                                    | 12.4%                                                                                    | 11.6%                                                                                    | 3.2%                                                                                     | 8.9%                                                                                     | —                                                                                        | —                                                                                        | 3.3%                                                                                     | 11.8%                                                                                    | —                                                                                        | 3.6%                                                                                     |      |      |      |      |  |      |
| Market Links                                              | 30 iulie-5 august 2022      | 1,020                                                                                    | 20.9%                                                                                    | 9.1%                                                                                     | 24.5%                                                                                    | 12.6%                                                                                    | 11.9%                                                                                    | 3.1%                                                                                     | 9.2%                                                                                     | —                                                                                        | —                                                                                        | 4.3%                                                                                     | 4.8%                                                                                     | —                                                                                        | 3.6%                                                                                     |      |      |      |      |  |      |
| Trend                                                     | 5-12 iulie 2022             | 1,005                                                                                    | 21.4%                                                                                    | 6.9%                                                                                     | 23.6%                                                                                    | 10.7%                                                                                    | 9.8%                                                                                     | 3.8%                                                                                     | 9.6%                                                                                     | 1.6%                                                                                     | 1.1%                                                                                     | 5.7%                                                                                     | 2.8%                                                                                     | 3.0%                                                                                     | 2.2%                                                                                     |      |      |      |      |  |      |
| Market Links                                              | 2-10 iulie 2022             | 1,024                                                                                    | 21.5%                                                                                    | 8.3%                                                                                     | 22.2%                                                                                    | 9.1%                                                                                     | 11.6%                                                                                    | 3.2%                                                                                     | 7.6%                                                                                     | —                                                                                        | —                                                                                        | 4.3%                                                                                     | 12.2%                                                                                    | —                                                                                        | 0.7%                                                                                     |      |      |      |      |  |      |
| Alpha Research                                            | 25 iunie–1 iulie 2022       | 1,017                                                                                    | 22.5%                                                                                    | 7.9%                                                                                     | 23.9%                                                                                    | 9.8%                                                                                     | 12.8%                                                                                    | 3.7%                                                                                     | 8.8%                                                                                     | —                                                                                        | —                                                                                        | 6.0%                                                                                     | 4.7%                                                                                     | —                                                                                        | 1.4%                                                                                     |      |      |      |      |  |      |
|                                                           | iunie–iulie 2022            | ITN se retrage din Guvernul Petkov, iar guvernul este învins printr-o moțiune de cenzură | ITN se retrage din Guvernul Petkov, iar guvernul este învins printr-o moțiune de cenzură | ITN se retrage din Guvernul Petkov, iar guvernul este învins printr-o moțiune de cenzură | ITN se retrage din Guvernul Petkov, iar guvernul este învins printr-o moțiune de cenzură | ITN se retrage din Guvernul Petkov, iar guvernul este învins printr-o moțiune de cenzură | ITN se retrage din Guvernul Petkov, iar guvernul este învins printr-o moțiune de cenzură | ITN se retrage din Guvernul Petkov, iar guvernul este învins printr-o moțiune de cenzură | ITN se retrage din Guvernul Petkov, iar guvernul este învins printr-o moțiune de cenzură | ITN se retrage din Guvernul Petkov, iar guvernul este învins printr-o moțiune de cenzură | ITN se retrage din Guvernul Petkov, iar guvernul este învins printr-o moțiune de cenzură | ITN se retrage din Guvernul Petkov, iar guvernul este învins printr-o moțiune de cenzură | ITN se retrage din Guvernul Petkov, iar guvernul este învins printr-o moțiune de cenzură | ITN se retrage din Guvernul Petkov, iar guvernul este învins printr-o moțiune de cenzură | ITN se retrage din Guvernul Petkov, iar guvernul este învins printr-o moțiune de cenzură |      |      |      |      |  |      |
| Trend                                                     | 4-11 mai 2022               | 1,002                                                                                    | 17.5%                                                                                    | 6.8%                                                                                     | 23.8%                                                                                    | 10.9%                                                                                    | 9.5%                                                                                     | 5.8%                                                                                     | 10.1%                                                                                    | 2.0%                                                                                     | 1.5%                                                                                     | 7.6%                                                                                     | 2.2%                                                                                     | 2.3%                                                                                     | 6.3%                                                                                     |      |      |      |      |  |      |
| Centre for Analysis and Marketing                         | 4-9 mai 2022                | 821                                                                                      | 21.4%                                                                                    | 6.0%                                                                                     | 23.3%                                                                                    | 11.6%                                                                                    | 11.8%                                                                                    | 5.1%                                                                                     | 8.7%                                                                                     | 1.2%                                                                                     | 1.0%                                                                                     | 7.8%                                                                                     | 2.1%                                                                                     | –                                                                                        | 1.9%                                                                                     |      |      |      |      |  |      |
| Market Links                                              | 29 aprilie-8 mai 2022       | 1,015                                                                                    | 19.1%                                                                                    | 8.3%                                                                                     | 25.9%                                                                                    | 10.5%                                                                                    | 12.5%                                                                                    | 6.5%                                                                                     | 9.7%                                                                                     | –                                                                                        | –                                                                                        | –                                                                                        | 7.2%                                                                                     | –                                                                                        | 6.8%                                                                                     |      |      |      |      |  |      |
| Gallup Arhivat în 6 iulie 2022, la Wayback Machine.       | 29 aprilie-6 mai 2022       | 805                                                                                      | 18.2%                                                                                    | 5.5%                                                                                     | 24.9%                                                                                    | 11.1%                                                                                    | 9.7%                                                                                     | 5.4%                                                                                     | 10.5%                                                                                    | 1.1%                                                                                     | 1.5%                                                                                     | 5.6%                                                                                     | 6.5%                                                                                     | –                                                                                        | 6.7%                                                                                     |      |      |      |      |  |      |
| Alpha Research                                            | 8-14 aprilie 2022           | 1,037                                                                                    | 21.1%                                                                                    | 7.7%                                                                                     | 24.8%                                                                                    | 8.7%                                                                                     | 11.7%                                                                                    | 5.1%                                                                                     | 10.8%                                                                                    | –                                                                                        | –                                                                                        | –                                                                                        | 10.2%                                                                                    | –                                                                                        | 3.7%                                                                                     |      |      |      |      |  |      |
| Trend                                                     | 6-13 aprilie 2022           | 1,004                                                                                    | 20.1%                                                                                    | 7.1%                                                                                     | 23.6%                                                                                    | 11.1%                                                                                    | 10.5%                                                                                    | 6.9%                                                                                     | 9.3%                                                                                     | 1.9%                                                                                     | 1.3%                                                                                     | –                                                                                        | 5.5%                                                                                     | 2.7%                                                                                     | 3.5%                                                                                     |      |      |      |      |  |      |
| Gallup Arhivat în 27 septembrie 2022, la Wayback Machine. | 31 martie-8 aprilie 2022    | 809                                                                                      | 23.8%                                                                                    | 4.5%                                                                                     | 25.9%                                                                                    | 10.6%                                                                                    | 10.3%                                                                                    | 7.0%                                                                                     | 7.9%                                                                                     | 1.2%                                                                                     | 2.1%                                                                                     | –                                                                                        | 5.6%                                                                                     | 1.1%                                                                                     | 2.1%                                                                                     |      |      |      |      |  |      |
| Market Links                                              | 22-29 martie 2022           | 1,029                                                                                    | 19.7%                                                                                    | 7.6%                                                                                     | 22.1%                                                                                    | 8.2%                                                                                     | 11.6%                                                                                    | 6.7%                                                                                     | 8.2%                                                                                     | –                                                                                        | –                                                                                        | –                                                                                        | 15.9%                                                                                    | 15.9%                                                                                    | 2.4%                                                                                     |      |      |      |      |  |      |
| Trend                                                     | 5-12 martie 2022            | 1,007                                                                                    | 22.9%                                                                                    | 7.4%                                                                                     | 21.9%                                                                                    | 11.4%                                                                                    | 10.4%                                                                                    | 7.5%                                                                                     | 7.3%                                                                                     | 2.1%                                                                                     | 1.3%                                                                                     | –                                                                                        | 5.0%                                                                                     | 2.8%                                                                                     | 1.0%                                                                                     |      |      |      |      |  |      |
| Alpha Research                                            | 6-14 febuarie 2022          | 1,060                                                                                    | 29.9%                                                                                    | 7.8%                                                                                     | 22.2%                                                                                    | 8.8%                                                                                     | 12.0%                                                                                    | 8.1%                                                                                     | 6.4%                                                                                     | –                                                                                        | –                                                                                        | –                                                                                        | 4.9%                                                                                     | —                                                                                        | 7.7%                                                                                     |      |      |      |      |  |      |
| Gallup Arhivat în 29 septembrie 2022, la Wayback Machine. | 3–11 febuarie 2022          | 803                                                                                      | 30.2%                                                                                    | 5.2%                                                                                     | 21.9%                                                                                    | 12.2%                                                                                    | 8.5%                                                                                     | 9.4%                                                                                     | 3.9%                                                                                     | 1.5%                                                                                     | 1.7%                                                                                     | –                                                                                        | 5.4%                                                                                     | —                                                                                        | 8.3%                                                                                     |      |      |      |      |  |      |
| Trend                                                     | 12−19 ianuarie 2022         | 1,004                                                                                    | 26.4%                                                                                    | 6.8%                                                                                     | 22.3%                                                                                    | 10.9%                                                                                    | 11.5%                                                                                    | 8.1%                                                                                     | 5.9%                                                                                     | 1.9%                                                                                     | 1.1%                                                                                     | –                                                                                        | 2.7%                                                                                     | 2.4%                                                                                     | 4.1%                                                                                     |      |      |      |      |  |      |
| Alegerile din noiembrie 2021                              | 14 noiembrie 2021           | —                                                                                        | 25.7%                                                                                    | 6.4%                                                                                     | 22.7%                                                                                    | 13.0%                                                                                    | 10.2%                                                                                    | 9.5%                                                                                     | 4.9%                                                                                     | 2.3%                                                                                     | 1.1%                                                                                     | –                                                                                        | 4.2%                                                                                     | 1.3%                                                                                     | 2.8%                                                                                     |      |      |      |      |  |      |

### Rezultate
| Partid                                                             | Partid                                | Voturi    | %      | Locuri | +/- |
| ------------------------------------------------------------------ | ------------------------------------- | --------- | ------ | ------ | --- |
|                                                                    | GERB–SDS                              | 634,649   | 24.48  | 67     | +8  |
|                                                                    | Continuăm Schimbarea                  | 506,071   | 19.52  | 53     | -14 |
|                                                                    | Mișcarea pentru Drepturi și Libertăți | 344,625   | 13.29  | 36     | +2  |
|                                                                    | Renașterea                            | 254,925   | 9.83   | 27     | +14 |
|                                                                    | BSP pentru Bulgaria                   | 232,947   | 8.98   | 25     | -1  |
|                                                                    | Bulgaria Democratică                  | 186,511   | 7.19   | 20     | +4  |
|                                                                    | Ascensiunea Bulgară                   | 115,867   | 4.47   | 12     | +12 |
|                                                                    | Există un Astfel de Popor             | 96,065    | 3.70   | 0      | –25 |
|                                                                    | Ridică-te Bulgarie                    | 25,207    | 0.97   | 0      | ±0  |
|                                                                    | IMRO - Mișcarea Națională Bulgară     | 20,177    | 0.78   | 0      | ±0  |
|                                                                    | Mișcarea Candidaților Independenți    | 10,331    | 0.40   | 0      | ±0  |
|                                                                    | Independenți+Alte partide             | 78.038    | 2.93   | 0      | ±0  |
| Niciuna                                                            | Niciuna                               | 87,634    | 3.38   | –      | –   |
| Total                                                              | Total                                 | 2,593,047 | 100.00 | 240    | 0   |
|                                                                    |                                       |           |        |        |     |
| Voturi valide                                                      | Voturi valide                         | 2,593,046 | 99.67  |        |     |
| Voturi invalide/albe                                               | Voturi invalide/albe                  | 8,650     | 0.33   |        |     |
| Voturi totale                                                      | Voturi totale                         | 2,601,696 | 100.00 |        |     |
| Votanți înregistrați/prezența                                      | Votanți înregistrați/prezența         | 6,602,990 | 39.40  |        |     |
| Sursă: Comisia Electorală din Bulgaria (voturi). Novinite (locuri) |                                       |           |        |        |     |

6